# Motor SV

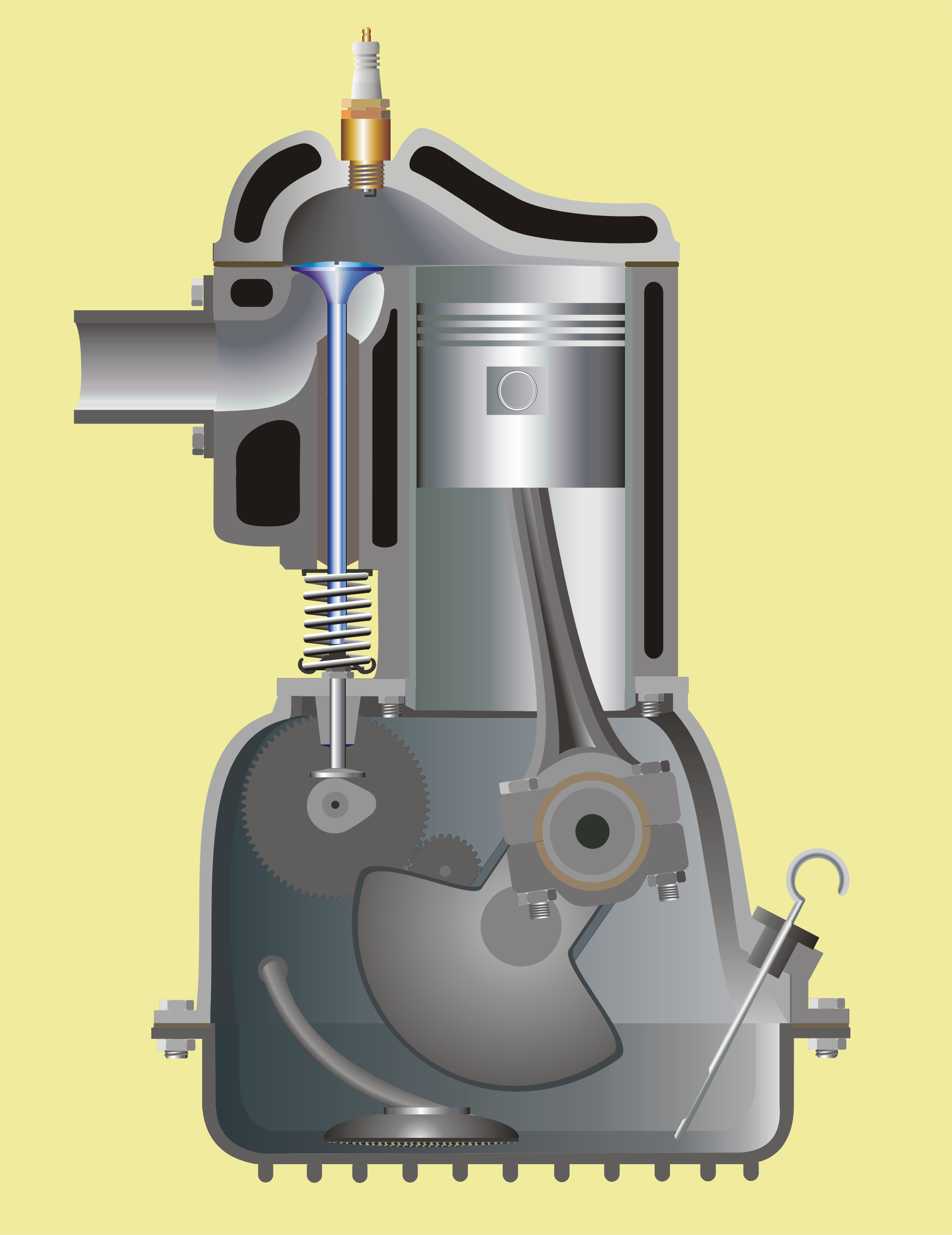
Sección de un motor Ricardo de válvulas laterales

Un motor SV, de la expresión inglesa  Side Valves (también conocido como de válvulas laterales, de culata plana, de cabeza plana, con válvulas en el bloque  o con culata en L) es un motor de combustión interna con sus válvulas de asiento contenidas dentro del bloque del motor, en lugar de en la culata, como sucede en un motor OHV.
Es un sistema de distribución muy sencillo, el primero que se popularizó, y fue el más usado en los motores de gama baja y media hasta los años 1950. Las válvulas están situadas en el bloque del motor, y son accionadas directamente por un árbol de levas vinculado al cigüeñal del motor (véase la figura). Al no contener las válvulas, la culata puede ser una pieza muy sencilla, prácticamente una simple tapa, por lo que estos propulsores también eran conocidos como motores de culata o de cabeza plana ("flathead" en inglés).
El sistema ha experimentando un renacimiento en los motores aeronáuticos de bajas revoluciones, como en el caso del D-Motor.

## Diseño de válvulas laterales

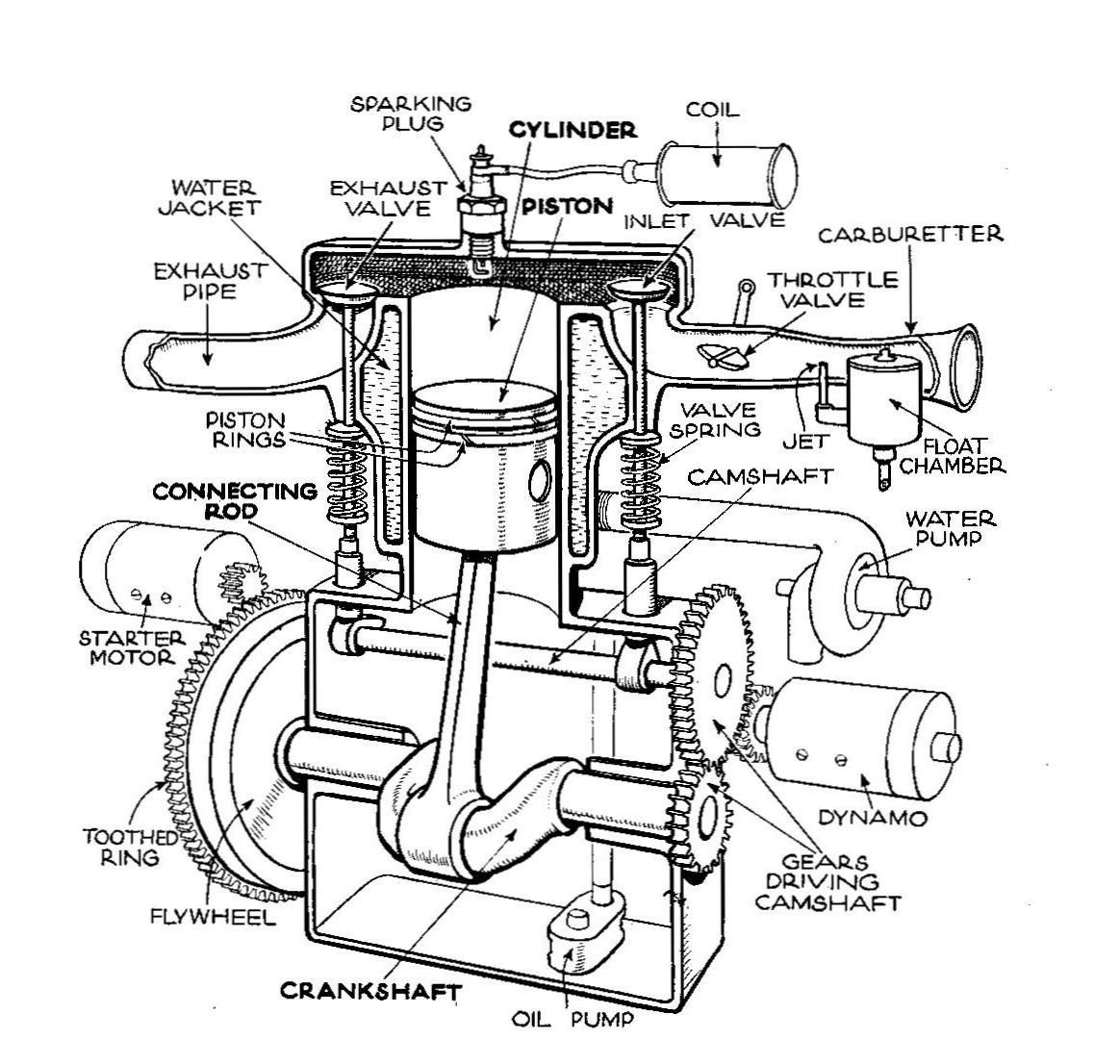
Un motor de válvulas lateral con cabeza en "T" de flujo cruzado

El sistema de accionamiento del control de los flujos de admisión y escape comprende un árbol de levas ubicado en la parte baja del bloque de cilindros que opera las válvulas de asiento a través de taqués y de varillas de empuje cortas (o, a veces, sin varillas de empuje). El sistema de válvulas laterales evita la necesidad de emplear otros componentes mecánicos en la distribución, como varillas de empuje largas, balancines, válvulas en cabeza o árboles de levas. Las válvulas laterales suelen ser adyacentes al bloque del motor, ubicadas a un lado de los cilindros, aunque en ocasiones se empleó la variante menos común de "flujo cruzado" denominada de culata en "T". En un motor con culata en T, los gases de la combustión salen por la válvula de escape situada en el lado del cilindro opuesto al de la válvula de admisión.
La cámara de combustión del motor de válvulas laterales no está por encima del pistón (como en un motor OHV de válvulas en cabeza), sino que se halla a un lado, por encima de las válvulas. La bujía se puede ubicar sobre el pistón (como en un motor OHV) o sobre las válvulas; pero los diseños de aeronaves con dos bujías por cilindro pueden usar una o ambas posiciones.
El diseño con "pistones emergentes" se puede usar para aumentar la relación de compresión y mejorar la forma de la cámara de combustión para evitar el picado de bielas. Los pistones "emergentes" se llaman así porque, en la posición de punto muerto sobresalen por encima de la parte superior del bloque de cilindros.

## Ventajas

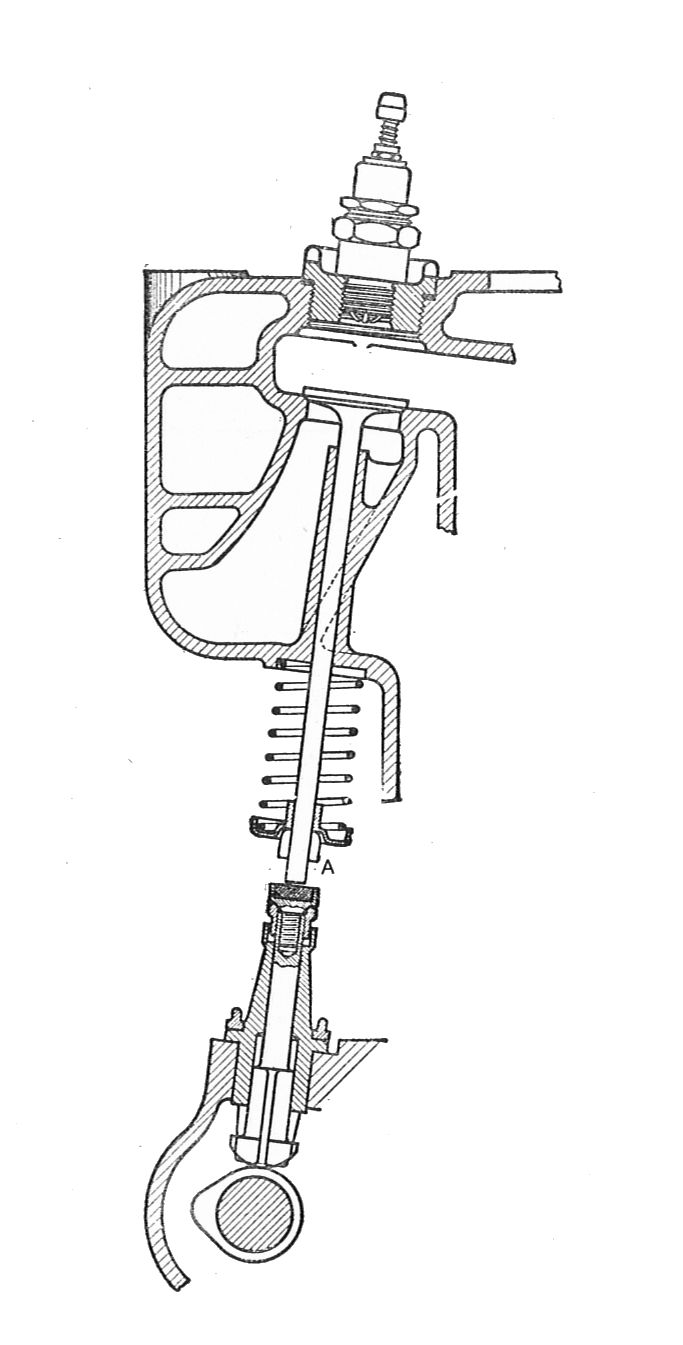
Mecanismo de accionamiento en un motor SV de principios del, se aprecia el árbol de levas en la parte inferior con el mecanismo de reglaje de holgura y el muelle de la válvula exteriores, culata no desmontable y la bujía enfrente de la válvula

Las ventajas de un motor de válvulas laterales incluyen: simplicidad, fiabilidad, bajo número de piezas, bajo costo, bajo peso, compacidad, potencia de respuesta a baja velocidad, bajo ruido mecánico del motor e insensibilidad al combustible de bajo octanaje. La ausencia de un tren de válvulas complicado permite un motor compacto que es barato de fabricar, ya que la culata puede ser poco más que una simple pieza de fundición de metal. Estas ventajas explican por qué los motores de válvulas laterales se usaron para automóviles de turismo durante muchos años, mientras que los diseños con válvulas en cabeza se reservaron solo para aplicaciones de alto rendimiento como aeronaves, automóviles de lujo, deportivos y algunas motocicletas de altas prestaciones.
En el punto muerto superior, el pistón se acerca mucho a la parte plana de la culata, y la compresión resultante produce una turbulencia que genera una excelente mezcla de aire y combustible. Una característica del diseño de válvulas laterales (particularmente beneficiosa para un motor aeronáutico) es que si una válvula se atasca en su guía y permanece parcialmente abierta, el pistón no se dañaría y el motor continuaría funcionando de manera segura con sus otros cilindros.

## Desventajas
|  |
|  |

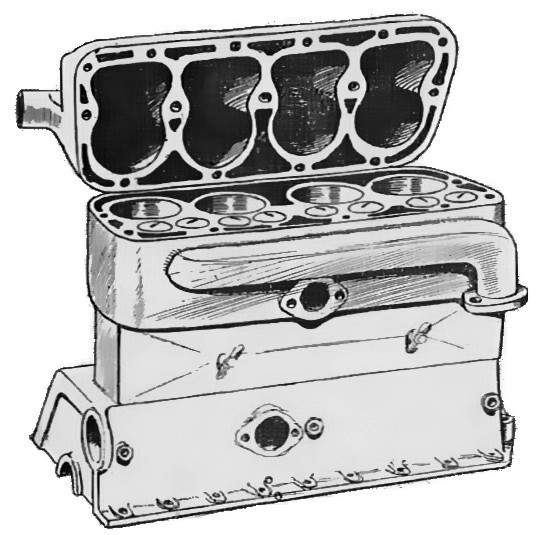
Culata de un motor SV levantada

Las principales desventajas de un motor de válvulas laterales son el flujo de gas deficiente, la forma inadecuada de la cámara de combustión y la baja relación de compresión, todo lo cual da como resultado un motor de bajas revoluciones con baja potencia y de baja eficiencia. Debido a que los motores de válvulas laterales no queman el combustible de manera eficiente, generan altas emisiones de hidrocarburos.
Los motores de válvula lateral solo se pueden usar para motores que funcionan según el ciclo Otto. La forma de la cámara de combustión no es adecuada para motores diésel. En un motor de válvulas laterales, los gases de admisión y de escape siguen una ruta tortuosa, con baja eficiencia volumétrica o "mala respiración", sobre todo porque los gases de escape interfieren con la carga entrante. Debido a que el escape sigue un camino largo para salir del motor, el motor tiende al sobrecalentamiento. Esto es especialmente cierto para los propulsores de cabeza plana con configuración de motor en V, pero es un problema menor para los motores en línea, que normalmente tienen los puertos de admisión y de escape en el mismo lado del bloque del motor. Aunque un motor de válvulas laterales puede operar de manera segura a altas velocidades, su eficiencia volumétrica se deteriora rápidamente, por lo que las salidas de alta potencia no son factibles a gran velocidad. La alta eficiencia volumétrica era menos importante para los primeros coches porque sus motores rara vez sostenían altas velocidades de forma prolongada, pero los diseñadores que buscaban mayores potencias tuvieron que abandonar las válvulas laterales. Un compromiso utilizado por Willys Jeep, Rover, Land Rover y Rolls-Royce en la década de 1950 fue el motor de "culata en F" (o válvula de "admisión sobre la de escape"), que tiene una válvula lateral y una válvula superior por cilindro.
La cámara de combustión alargada de las culatas de cabeza plana es propensa al picado de bielas (o "detonación") si se aumenta la relación de compresión, pero mejoras como la ignición láser o el encendido mejorado por microondas podrían ayudar a prevenir la detonación. Las ranuras de turbulencia pueden aumentar el efecto del remolino formado dentro de la cámara de combustión, lo que aumenta el par, especialmente a bajas revoluciones. Una mejor mezcla de la carga de aire/combustible mejora la combustión y ayuda a prevenir la detonación.
Un avance en la tecnología de culatas de válvulas laterales resultó de los experimentos realizados en la década de 1920 por Harry Ricardo, quien mejoró su eficiencia después de estudiar las características del flujo de gas en la cámara de combustión.
La dificultad de diseñar un motor de cabeza plana con una alta relación de compresión significa que la mayoría tienden a ser diseños de encendido por chispa, y los motores diésel de cabeza plana son prácticamente desconocidos.

## Historia y aplicaciones
La disposición de válvulas lateral era especialmente común en los Estados Unidos y se usaba para motores de vehículos automóviles, incluso para motores con una salida de potencia específica alta. Los diseños de válvula lateral siguen siendo comunes para muchos motores pequeños monocilíndricos o bicilíndricos, como cortacéspedes, motocultores y otras máquinas agrícolas básicas.

### Motores de automoción con culata de cabeza plana

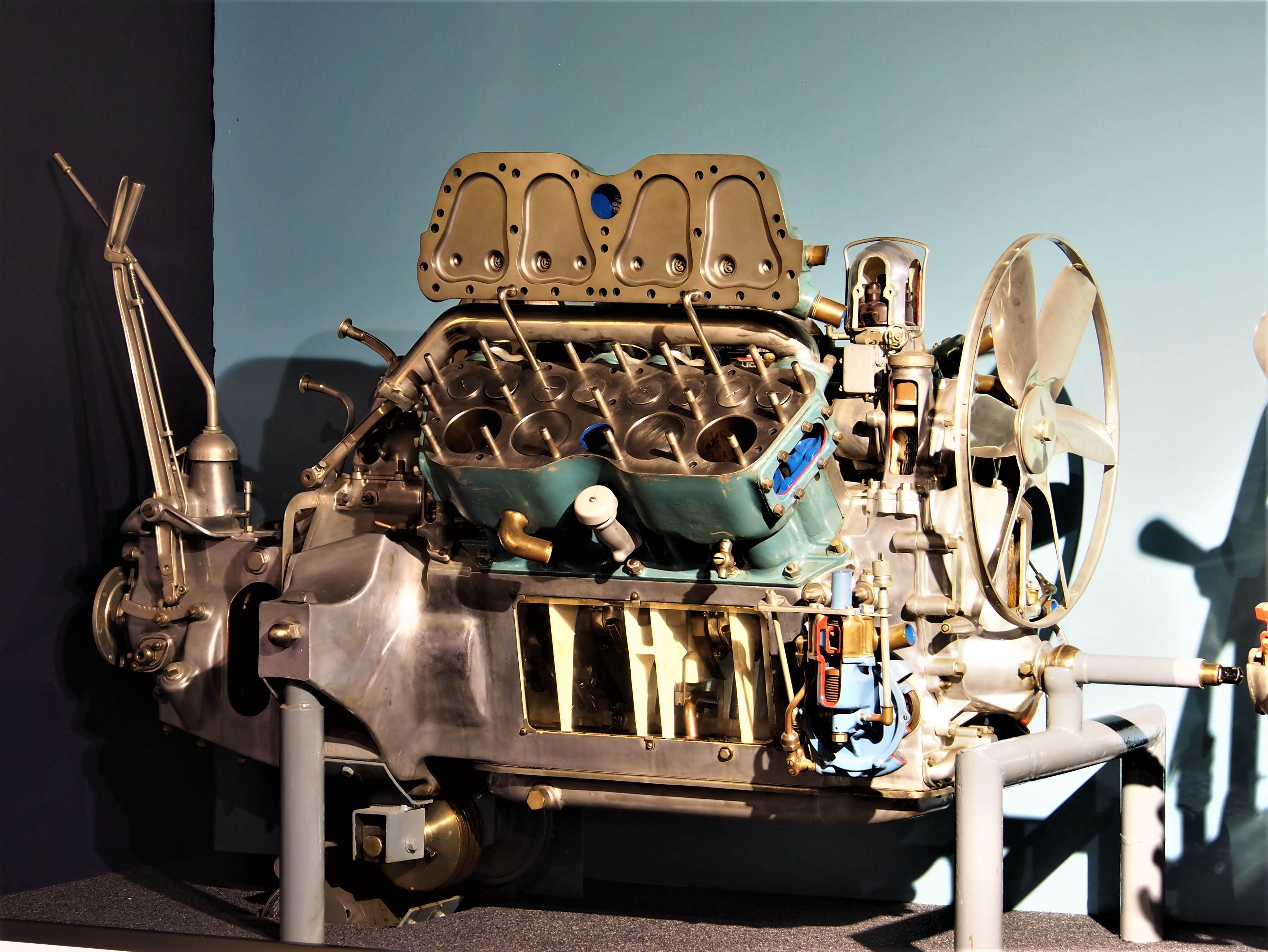
Bloque de motor de cabeza plana Cadillac de 1915

Los motores de cabeza plana de varios cilindros se utilizaron para automóviles como el Ford Modelo T y Ford Modelo A, el motor Ford V8 cabeza plana y el motor Ford Sidevalve. Cadillac produjo motores V-16 de cabeza plana para sus modelos de lujo  de la Serie 90 entre 1938 y 1940.
Después de Segunda Guerra Mundial, los diseños de cabeza plana comenzaron a ser reemplazados por diseños OHV (es decir, de válvulas en cabeza). Los motores de culata plana ya no eran comunes en los automóviles, pero continuaron usándose en vehículos más rudimentarios como todoterrenos y transportes militares. En los ambientes de los custom car y de los hot rods de los Estados Unidos todavía se ven ejemplos restaurados de los primeros Ford V8 de cabeza plana.

### Motores aeronáuticos con culata de cabeza plana
La simplicidad, ligereza, compacidad y fiabilidad pueden parecer ideales para un motor aeronáutico, pero debido a su baja eficiencia, los primeros motores de cabeza plana se consideraron inadecuados para impulsar aviones. Dos excepciones notables fueron el Aeronca E-107 estadounidense, un motor aeronáutico de cilindros gemelos opuestos de 1930 y el Continental A40 flat four de 1931, que se convirtió en uno de los motores de aviones ligeros más populares de la década de 1930. Dos motores de culata plana modernos son los D-Motor planos de cuatro cilindros y de seis cilindros belgas. Estos son motores aeronáuticos extremadamente cuadrados y compactos, con transmisión directa a una hélice.

### Motores de motocicleta con culata de cabeza plana
Los diseños de culata plana se han utilizado en varias motocicletas de antes de la guerra, en particular en modelos bicilíndricos con motores en V estadounidenses como Harley-Davidson e Indian, algunos ejemplos británicos y en algunas BMW y copias rusas de las mismas. La Cleveland Motorcycle Manufacturing Company produjo un motor de motocicleta en línea de cuatro cilindros con culata en T en la década de 1920.
|  |  |  |  |